# Dead to Rights
Dead to Rights es el décimo sexto episodio de la primera temporada de la serie estadounidense de drama y ciencia ficción, Arrow. El episodio fue escrito por Geoff Johns, y dirigido por Glen Winter y fue estrenado el 27 de febrero de 2013 en Estados Unidos por la cadena CW. En Latinoamérica, Warner Channel estrenó el episodio el 18 de marzo de 2013.
Oliver y Diggle descubren que Deadshot está vivo y que su próximo objetivo es el padre de Tommy. Malcolm invita a Tommy a una gala en su honor, pero Tommy está renuente a asistir y Oliver intenta convencerlo de asistir. Por otra parte, Oliver intenta equilibrar su relación con McKenna y sus deberes como el vigilante y la madre de Laurel regresa para contarle que Sarah podría estar viva.

## Argumento
Oliver detiene a un asesino a sueldo que llega a Starling City llamado Guillermo Barrera, pero debe buscar la ayuda de Felicity para descifrar el teléfono del asesino y determinar quién era el objetivo. China White contrata Deadshot, que se revela que ha sobrevivido al disparo de Oliver con una flecha, para asesinar a Malcolm Merlyn después de que el pistolero anterior fue detenido por el Vigilante. Mientras tanto, Malcolm invita a Tommy a asistir a una ceremonia de premiación en donde Malcolm va a recibir un premio humanitario. Después de mucha resistencia, Tommy es persuadido por Oliver a asistir. En el último momento, Oliver descubre que Malcolm es el objetivo y se apresura al evento para salvarlo.
A pesar de que es casi atrapado por McKenna, Oliver logra alejar a Malcolm de los hombres de China White. A salvo en su oficina, Malcolm duda en revelarle a Tommy su identidad como el Arquero Oscuro pero una de las balas con veneno de Deadshot lo hiere, y Oliver se ve obligado a revelar su identidad a Tommy con el fin de asegurar su confianza para que pueda salvar la vida de Malcolm. Después, Malcolm informa Moira que cree que alguien de la organización trató de matarlo y le pide identificar al culpable. 
Por otra parte, Laurel se enfrenta a su madre, Dinah, quien revela que su hermana podría estar viva. En un flashback, Oliver repara una radio dañada del avión derribado que Slade utiliza para sintonizar las comunicaciones de radio entre Fyers y sus hombres.

## Elenco
- Stephen Amell como Oliver Queen.
- Katie Cassidy como Dinah Laurel Lance.
- Colin Donnell como Tommy Merlyn.
- David Ramsey como John Diggle.
- Willa Holland como Thea Queen. (crédito solamente)
- Susanna Thompson como Moira Queen.
- Paul Blackthorne como el detective Quentin Lance.

## Continuidad
- El sexto episodio en el que un personaje principal no está presente.

- Es el primer episodio en donde Thea Queen no aparece.

- Tommy y Malcolm Merlyn y Frank Pike fueron vistos anteriormente en Betrayal.
- Floyd Lawton fue visto anteriormente en Lone Gunmen.
- Este episodio marca la primera aparición de Dinah Lance.
- El episodio marca la única aparición de Guillermo Barrera.
- Oliver le pregunta a McKenna si Fall Out Boy sigue de moda y ella responde que la banda se separó.

- Para la fecha en la que el episodio fue filmado tal afirmación es correcta, sin embargo para la fecha en la que el episodio fue emitido, la banda ya se había reunido nuevamente.

- Malcolm Merlyn comenta que estuvo dos años en Nanda Parbat.

- Nanda Parbat es una ciudad ficticia del Universo DC situada en las montañas del Tíbet donde Bruce Wayne entrenó al lado de Ra's Al Ghul.

- Tommy Merlyn se convierte en la quinta persona en conocer la verdadera identidad de El Vigilante, siendo John Diggle (Lone Gunmen), Derek Reston (Legacies), Helena Bertinelli (Muse of Fire) y Felicity Smoak (The Odyssey) las primeras cuatro.

- Quentin Lance es originalmente la segunda persona en conocer la verdadera identidad del encapuchado, pero logra ser confundido cuando Diggle se disfraza de El Vigilante mientras Oliver permanece arrestado en su casa (An Innocent Man).

## Desarrollo

### Producción
La producción de este episodio comenzó el 8 de enero y terminó el 16 de enero de 2013.

### Filmación
El episodio fue filmado del 17 al 28 de enero de 2013.

### Casting
En enero de 2013, la actriz Alex Kingston, fue contratada para interpretar a Dinah Lance, la madre de Laurel.

## Recepción

### Recepción de la crítica
Paloma Garrón de TodoSeries.com, otorgó al episodio una calificación de 4.5 sobre 5, comentando:

"Dead to Rights ha sido uno de los capítulos más completos de lo que va de serie, probablemente en mi top 3, y espero que los eventos que nos ha presentado sean el foco de los capítulos que nos quedan".
Paloma Garrón.

Por otra parte, Jesse Schedeen de IGN, calificó al episodio como grandioso y le otorgó un puntuación de 8.6, diciendo:

"Arrow ofrece otro episodio ganador gracias a un guion de Geoff Johns y un fuerte enfoque en la familia Merlyn. Deadshot fue manejado mejor esta vez. "Dead to Rights" fue la culminación de muchos de los hilos de la trama en curso hasta la fecha, con el regreso de varios villanos principales y el inicio de una guerra entre Moira Queen y Malcolm Merlyn".
Jesse Schedeen.

Mientras que Noel Kirkpatrick de TV.com, comentó acerca de la relación entre Oliver y Tommy:

"La relación de Oliver y Tommy nunca se ha puesto en duda y el vínculo que comparten les permitió hablar con franqueza en la escena del restaurante chino. Fue un momento raro para ellos, y su intercambio de problemas con su padre ayuda a reforzar eso. Son dos hombres que confían el uno en el otro de forma implícita, incluso si resulta que uno de ellos confía en el otro un poco más. Y así, cuando Oliver dijo que nunca planeó decirle Tommy la verdad sobre el vigilante, rompió esa confianza. Amell estuvo genial en la toma mostrando la devastación en el rostro de Oliver y la sensación de pérdida que trajo. Tommy no podía aceptar que Oliver no le diría, su mejor amigo, así que cuando le dijo a McKenna y a Quentin que no sabía "quién demonios" era el vigilante, él estaba hablando de Oliver, y el colapso de su vínculo".
Noel Kirkpatrick.

### Recepción del público
El episodio fue visto por 3.17 millones de espectadores, recibiendo 1 millón entre los espectadores entre 18-49 años.